# Kashipura, Channagiri
Kashipura là một làng thuộc tehsil Channagiri, huyện Davanagere, bang Karnataka, Ấn Độ.